# Phi Geminorum
Phi Geminorum (83 Geminorum) é uma estrela na direção da constelação de Gemini. Possui uma ascensão reta de 07h 53m 29.84s e uma declinação de +26° 45′ 57.1″. Sua magnitude aparente é igual a 4.97. Considerando sua distância de 254 anos-luz em relação à Terra, sua magnitude absoluta é igual a 0.51. Pertence à classe espectral A3V.